# Shigeru Kayano
Shigeru Kayano (萱野 茂, Kayano Shigeru, né le 15 juin 1926, mort le 6 mai 2006) est un homme politique japonais d'origine aïnou et militant de la cause de l'ethnie aïnoue.

## Biographie
Kayano Shigeru est né en 1926 dans le village de Nibutani, à Biratori, sur l'île d'Hokkaidō (Japon). Né Kaizawa Shigeru, il prend le nom de la famille de sa tante, Kayano, car son père est recherché par le gouvernement japonais pour sa pratique de la pêche au saumon (interdite par la loi japonaise de l'époque). Il est élevé dans la pauvreté par ce père alcoolique et sa mère. Il découvre la culture aïnoue grâce à sa grand-mère Tekatte. Il grandit aussi sous l'influence du docteur écossais Neil Gordon Munro, qui collecte les artefacts Aïnous pour paiement de ses visites médicales.
Sa passion pour l'étude de la culture, de l'art et de l'histoire des Aïnous le conduit à militer pour la cause de cette ethnie victime de discrimination au Japon. Il est parvenu à créer un Musée de la culture aïnoue en 1972 et à faire ouvrir quinze écoles d'apprentissage de la langue aïnoue. Shigeru Kayano a également participé au lancement de la radio FM Pipaushi le 8 avril 2001. Cette station est dirigée par son fils Shiro, créateur d'un Réseau international des peuples autochtones.
Après avoir siégé au conseil municipal de Biratori pendant cinq mandats consécutifs de 1975 à 1994, il est le premier aïnou à entrer à la Diète du Japon, siège du pouvoir législatif, en 1994, et plus précisément à la Chambre des conseillers (la chambre haute) en remplacement de l'un des élus de la liste socialiste aux élections de 1992. Parlementaire, il pose souvent ses questions en Aïnou et finit par obtenir le vote d'une Loi de promotion de la culture aïnoue en 1997.
Par ailleurs, il s'illustre dans les années 1990 comme chef du mouvement de protestation contre la construction du barrage de Nibutani, sur des terres sacrées pour les Aïnous. Malgré la construction finale du barrage, le tribunal du district de Sapporo reconnut pour la première fois le caractère  indigène des Aïnous dans l'île d'Hokkaidō.
Depuis sa retraite politique en 1998, les Aïnous n'ont plus de représentant à la Diète.
Il est l'auteur d'environ une centaine d'ouvrages sur la langue et la culture aïnoues, notamment une collection de 28 yukar, sagas aïnoues transmises par la tradition orale.
Il est aussi le fondateur du Musée Ainu de Kayano Shigeru, à Nibutani, Musée aujourd'hui dirigé par son fils, Shiro.
Décédé le 6 mai 2006 alors qu'il projetait de chanter des épopées Aïnoues dans les crèches et les maternelles, sa dernière interview, en juillet 2005, l'aura entendu déclarer : « Malgré mes efforts, notre situation s'est détériorée. L'injustice à l'égard des Aïnous n'a pas cessé. ».
Très rares sont les médias nationaux et internationaux ayant mentionné son décès.